# Звягино (Запольская волость)
Звягино — деревня в Плюсском районе Псковской области, входит в состав сельского поселения Запольская волость.
Расположена в 2,5 км от автодороги Санкт-Петербург — Киев (М20) и волостного центра деревни Заполье, в 10 км к юго-западу от райцентра посёлка городского типа Заплюсье. В 2 км к западу находится озеро Песно.
Численность населения деревни по оценке на конец 2000 года составляла 9 человек, по переписи 2002 года — 8 человек.